# Gouvernement Brahimi II
République Algérienne
Brahimi I Merbah
Le gouvernement d’Abdelhamid Brahimi II était le gouvernement algérien en fonction du 18 février 1986 au 9 novembre 1988,,,,.

## Composition
| Fonction | Titulaire | Titulaire                      | Parti |
| --- | --------- | ------------------------------ | ----- |
| Premier ministre |           | Abdelhamid Brahimi             | FLN   |
| Ministre de la Défense et Président de la République                                                                                  |           | Chadli Bendjedid               | FLN   |
| Ministre d'État auprès de la Présidence de la République                                                                              |           | Mohamed Ben Ahmed Abdelghani   | FLN   |
| Ministre des Finances |           | Abdelaziz Khellef              | FLN   |
| Ministre des Affaires étrangères |           | Ahmed Taleb Ibrahimi           | FLN   |
| Ministre de l’Intérieur et des Collectivités locales                                                                                  |           | M’hamed Yala                   | FLN   |
| Ministre de la Justice |           | Mohamed Chérif Kherroubi       | FLN   |
| Ministre de l’Agriculture et de la Pêche                                                                                              |           | Kasdi Merbah                   | FLN   |
| Ministre de l’Information |           | Bachir Rouis                   | FLN   |
| Ministre de l’Industrie lourde |           | Faycal Boudraa                 | FLN   |
| Ministre des Transports |           | Salah Goudjil                  | FLN   |
| Ministre de l’Éducation nationale |           | Z'hor Ounissi                  | FLN   |
| Ministre de l’Enseignement supérieur                                                                                                  |           | Abdelhak Rafik Bererhi         | FLN   |
| Ministre de l’Énergie et des Industries chimiques et pétrochimiques                                                                   |           | Belkacem Nabi                  | FLN   |
| Ministre des Moudjahidines |           | Mohamed Djeghaba               | FLN   |
| Ministre des Postes et Télécommunications                                                                                             |           | Mustapha Benzaza               | FLN   |
| Ministre du Commerce |           | Mostéfa Benamar                | FLN   |
| Ministre des Affaires religieuses |           | Boualem Baki                   | FLN   |
| Ministre de la Formation professionnelle et du Travail                                                                                |           | Aboubakr Belkaïd               | FLN   |
| Ministre de la Culture et du Tourisme                                                                                                 |           | Boualem Bessaih                | FLN   |
| Ministre de la Protection sociale |           | Mohamed Nabi                   | FLN   |
| Ministre de l’Hydraulique, de l’Environnement et des Forêts                                                                           |           | Mohamed Rouighi                | FLN   |
| Ministre des Travaux publics |           | Ahmed Benfreha                 | FLN   |
| Ministre de la Planification |           | Ali Oubouzar                   | FLN   |
| Ministre de la Santé publique |           | Djamel-Eddine Houhou           | FLN   |
| Ministre des Industries légères |           | Zitouni Messouadi              | FLN   |
| Ministre de la Jeunesse et des Sports                                                                                                 |           | Kamel Bouchama                 | FLN   |
| Ministre de l’Aménagement du territoire, de l’Urbanisme et de la Construction                                                         |           | Abdelmalek Nourani             | FLN   |
| Vice-Ministres |           |                                |       |
| Vice-Ministre de la Défense, chargé de l'Inspection générale de l'Armée                                                               |           | Abdellah Belhouchet            | FLN   |
| Vice-Ministre chargé de la Pêche au ministère de la Pêche et de l’Agriculture                                                         |           | Mohamed Mazouni                | FLN   |
| Vice-Ministre chargé de l’Enseignement secondaire et technique au ministère de l’Éducation nationale                                  |           | Kheïra Ettayeb                 | FLN   |
| Vice-Ministre chargé de la Coopération au ministère des Affaires étrangères                                                           |           | Mohamed Aberkane               | FLN   |
| Vice-Ministre chargé des Industries mécaniques, électriques et électroniques au ministère de l'Industrie lourde                       |           | Mohamed Mazouni                | FLN   |
| Vice-Ministre chargé des Matériaux de construction au ministère des Industries légères                                                |           | Mohamed Arezki Isli            | FLN   |
| Vice-Ministre chargé de l'Environnement et des Forêts au ministère de l'Hydraulique, de l'Environnement et des Forêts                 |           | Aïssa Abdellaoui               | FLN   |
| Vice-Ministre chargé de la Construction au ministère de l'Urbanisme, de la Construction et de l'Habitat                               |           | Aboubakr Belkaïd               | FLN   |
| Vice-Ministre chargé des Sports au ministère de la Jeunesse et des Sports                                                             |           | Mohamed Salah Mentouri         | FLN   |
| Vice-Ministre chargé des Postes et Télécommunications                                                                                 |           | Mustapha Benzaza               | FLN   |
| Vice-Ministre chargé des Industries chimiques et pétrochimiques au ministère de l’Énergie, des Industries chimiques et pétrochimiques |           | Yassine Mohamed Bachir Fergani | FLN   |
| Vice-Ministre chargé du Tourisme au ministère de la Culture et du Tourisme                                                            |           | Mohamed Salah Mentouri         | FLN   |
| Vice-Ministre chargé de l'Aménagement du territoire au ministère de la Planification et de l'Aménagement du territoire                |           | Abdelmalek Nourani             | FLN   |
| Secrétaire général du gouvernement |           |                                |       |
| Secrétaire général du Gouvernement |           | Mohamed Salah Mohammedi        | FLN   |